# Polylepis incarum
Polylepis incarum är en rosväxtart som först beskrevs av Friedrich August Georg Bitter, och fick sitt nu gällande namn av M.Kessler och Schmidt-leb.. Polylepis incarum ingår i släktet Polylepis och familjen rosväxter. Inga underarter finns listade i Catalogue of Life.